# Lars Forster
Lars Forster (Locarno, 1 augustus 1993) is een Zwitsers mountainbiker en veldrijder.

## Biografie
Forster combineerde in zijn jeugdjaren al reeds verscheidene disciplines van het wielrennen. Zo werd hij in 2009 Zwitsers wegkampioen bij de nieuwelingen. In de winter van 2009-2010 reed Forster ook voor het eerst mee in het internationale veldritcircuit bij de junioren. Hij wist er begin 2010 zelfs zijn eerste nationale titel te bemachtigen. In het daaropvolgende veldritseizoen gooide hij internationaal hoge ogen, door begin november het Europees kampioenschap te winnen. Dit voor de Tsjech Jakub Skála en Quentin Jauregui uit Frankrijk. Ook tijdens de wereldbeker was hij goed op dreef. Hij won de manche in Zolder en werd derde in het eindklassement. Ook prolongeerde hij zijn nationale titel. In de zomer van 2011 bewees Forster ook nog een uitstekend mountainbiker te zijn. Zo werd hij vijfde op het EK.
Vanaf het veldritseizoen 2011-2012 rijdt Forster bij de beloften. In zijn beloftenperiode ging hij zich meer toeleggen op het mountainbiken. Dit met succes, want in het seizoen 2014 wist hij voor het eerst de nationale titel te behalen. 2015 was zijn laatste seizoen bij de beloften. Hij brak helemaal door met twee zeges in de wereldbeker (Nové Město en Lenzerheide), en zijn vierde plek op het WK. In zijn beloftenperiode reed hij ook nog steeds een aantal crossen, zo werd hij in 2013 en 2014 nationaal beloftenkampioen.

## Palmares

### Veldrijden

#### Overwinningen
| Seizoen   | Wereldbeker | Superprestige | DVV Trofee | WK  | EK  | ZK     | Overige                | Totaal aantal zeges |
| --------- | ----------- | ------------- | ---------- | --- | --- | ------ | ---------------------- | ------------------- |
| 2015-2016 |             |               |            | 31e | DNS | Goud   |                        | 1                   |
| 2016-2017 |             |               |            | DNS | DNS | Zilver | Dagmersellen           | 1                   |
| 2017-2018 |             |               |            |     | DNS | Goud   | Dagmersellen, Madiswil | 3                   |
| 2018-2019 |             |               |            |     |     | Brons  | Eschenbach             | 1                   |
| 2019-2020 |             |               |            |     |     | Goud   |                        | 1                   |
| 2020-2021 |             |               |            |     |     |        | Baden                  | 1                   |

### Mountainbiken

#### Overwinningen
| Seizoen | Wereldbeker | OS  | WK               | EK               | ZK    | Overige                            | Totaal aantal zeges |
| ------- | ----------- | --- | ---------------- | ---------------- | ----- | ---------------------------------- | ------------------- |
| 2011    |             |     | Team Relay       |                  |       |                                    | 0                   |
| 2016    |             | DNF | 28e · Team Relay | 31e · Team Relay | DNF   |                                    | 1                   |
| 2017    |             |     |                  |                  |       | Solothurn, Montichiari, Langendorf | 3                   |
| 2018    |             |     |                  | Goud             |       | Cyprus Sunshine Cup, Gränichen     | 3                   |
| 2019    | Snowshoe    |     |                  |                  |       | Buchs, San Marino, Muttenz         | 4                   |
| 2020    |             |     |                  |                  | Brons | Swiss Epic                         | 1                   |

### Jeugd
- Europees kampioen, veldrijden: 2010 (junioren)
- Zwitsers kampioen, veldrijden: 2009 (nieuwelingen), 2010 en 2011 (junioren), 2013 en 2014 (beloften)
- Zwitsers kampioen, mountainbike: 2014 (beloften)
- Zwitsers kampioen, wegrit: 2009 (nieuwelingen)